# Parc Nacional de Lamington
El Parc Nacional Lamington és un parc nacional a l'altiplà de Lamington a la Serralada McPherson, a la frontera de Queensland amb Nova Gal·les del Sud, a Austràlia. Està inscrit a la llista del Patrimoni de la Humanitat de la UNESCO des del 1986 i ampliat amb el 1994 amb el nom de Selves tropicals de Gondwana.
De Southport (Queensland) per Gold Coast el parc s'estén durant 85 quilòmetres al sud-oest i és a 110 quilòmetres al nord de Brisbane. Les 20.600 hectàrees Parc Nacional Lamington són conegudes per la seva bellesa natural, boscos tropicals, aus, arbres centenaris, cascades, pistes i vistes a la muntanya a peu.